# Otto Hultberg (Nordischer Kombinierer)
Otto Hultberg war ein schwedischer Nordischer Kombinierer.
Der für den Verein Bodens BK startende Hultberg erreichte überwiegend auf nationaler Ebene Erfolge im Laufe seiner Karriere. So gewann er 1929 seinen ersten schwedischen Meistertitel im Einzel der Nordischen Kombination. Vier Jahre später 1933 konnte er erneut den Titel erringen. 1934 und 1935 musste er sich Harald Hedjerson geschlagen geben, bevor er 1936 seinen dritten und letzten Meistertitel gewann. Bei den Schwedischen Meisterschaften 1937 in Örnsköldsvik wurde er lediglich Vierter.